# Marcio Fraccaroli
Marcio Fraccaroli é um empresário e produtor brasileiro dos ramos de cinema, vídeo e televisão, sendo conhecido por ser Diretor Geral da Paris Filmes, distribuidora de filmes. Nasceu em São Paulo no ano de 1966 e começou a trabalhar com cinema aos 13 anos de idade, entrando para o setor de marketing da Paris Filmes aos 19 anos.

## Formação
É formado pela Escola Superior de Propaganda e Marketing (ESPM) e pós-graduado pela Fundação Getúlio Vargas.

## Prêmios
Prêmio ShowEast
- 2016: Distribuidor Internacional do Ano para Marcio Fraccaroli, presidente da Paris Filmes (venceu)[4]